# Edith Gyömrői Ludowyk
Edith Gyömrői Ludowyk (hongarès: Gyömrői Edit)  (Budapest, 8 de setembre de 1896 - Londres, 10 de febrer de 1987) va ser una psicoterapeuta jueva hongaresa, poeta i comunista. Es troba d'entre els anomenats Europeus Radicals a Sri Lanka.

## Biografia
Obligada pel seu pare, Edit Gyömrői va començar a estudiar disseny d'interiors; emperò abandonà els estudis. Així, fou a través del seu oncle, el psicoanalista István Hollós (cofundador i vicepresident de la Societat Psicoanalítica Hongaresa creada l'any 1913), que s'interessà en la psicoanàlisi i decidí endinsar-s'hi ja en la dècada de 1910. Encetant aquest camí, l'any 1918 va assistir al 5è Congrés Psicoanalític Internacional a Budapest.
Acadèmicament i de manera oficial va estudiar psicoanàlisi a partir de l'any 1924, exercint-hi posteriorment.
L'any 1934 s'uní a la Societat Analítica Hongaresa. Seguidament, d'entre els anys 1936 i 1938 va organitzar seminaris, xerrades i taules de discussió a Budapest per a mares i educadores en assumptes educatius pràctics. Paral·lelament, la psicoterapeuta assitia a les trobades organitzades per Anna Freud.
Un dels casos amb més repercussió que assumí com a professional fou el del poeta hongarès Atila Jozsef durant l'any 1935. El pacient va escriure-li poemes, així com també d'autoteràpia i autoanalítics que ens acosten a la seva situació. Malgrat aquesta producció literària, la seva situació es feu crítica durant l'anàlisi i la seva condició empitjorà, de manera que seguí el tractament un altre psicoanalista.
L'any 1938 el règim feixista de l'Almirall Horthy a Hongria va aprovar una llei antijueva que obligà a Gyömrői, així com d'altres analistes, a emigrar a Ceilan, avui dia conegut com a Sri Lanka. Allà Gyömrői intentà seguir amb la seva carrera de psicoanalista realitzant conferències i seminaris sobre educació infantil dirigit a mares. Poc després es convertí en membre de la Societat Psicoanalítica Índia.
L'any 1956, a causa del clima humit de l'illa li causava problemes de salut, la parella es va mudar a Londres. Allí, Gyömrői es va convertir en una psicoanalista molt reconeguda, i va continuar la seva pràctica mèdica fins als 80 anys. Paral·lelament, participà en diversos congressos de psicoanàlisi amb l'objectiu d'integrar aquesta branca de coneixement d'Hongria a la comunitat internacional, tal com feu en el Congrés 'Internacional a Viena l'any 1970.

## Comunisme i feminisme
A partir de 1918 va participar en les reunions del Vasárnapi Kör, un grup d'intel·lectuals d'esquerres, majoritàriament jueus, que incloïa a la poetessa Anna Lesznai i al psicoanalista René Spitz.
L'any 1919 va treballar per a la Comissaria d'Educació durant la breu existència de la República Soviètica Hongaresa. Quan aquest govern va caure després de la invasió romanesa va fugir a Viena, on va aconseguir ocupació en una fàbrica de paracaigudes, i més endavant va ser ajudant de vendes a la llibreria Heller Verlag. Alla hi va conèixer intel·lectuals tals com l'escriptor hongarès Béla Balázs, el compositor Hanns Eisler, l'escriptor txec Egon Kisch, i l'austríac Hermann Broch (qui va traduir la seva poesia a l'alemany).
Va viure durant curts períodes a Txecoslovàquia i Romania; d'aquest darrer país fou expulsada degut a les activitats comunistes que hi desenvolupava. Així s'instal·là a Berlín l'any 1923, on fou dissenyadora de vestuari en l'estudi cinematogràfic de Neumann Produktion, qui s'encarregà del disseny per a les pel·lícules d'Elisabeth Bergner: d'entre les contribucions d'Edit Gyömrői en destaquen la seva traducció, interpretació i fotografies. Paral·lelament, col·laborava amb el diari del Partit Comunista Alemany anomenat Rote Hilfe.
Quan Hitler va arribar al poder l'any 1933, Gyömrői va emigrar a Praga per la seva condició de jueva i militant comunista, retornant l'any següent a Budapest on se centrà en la seva carrera professional.
Fou durant el seu exili a Sri Lanka que es va unir al partit trotskista 'Lanka Sama Samaja'. L'any 1947, al costat de Vivienne Goonewardena i moltes altres dones del LSSP va fundar el Bolshevik Samasamaja Party i el Partit Comunista de Sri Lanka. Va fundar també el Eksath Kantha Peramuna (Front Unit de Dones), la primera associació de dones socialistes en aquest país insular asiàtic. L'any 1948, va publicar un article a 'The Times of Ceylon' titulat “Feminisme o Socialisme?”.
La figura d'Edith és l'exemple de la dona intel·lectual moderna que refusa la dependència material, social i intel·lectual, acceptant productivament les relacions humanes i les seves influències. Tanmateix, la seva feminitat és només una capa de les seves diverses identitats (així com la de jueva influïda per les circumstàncies històriques).

## Obres poètiques
- Rényi Edit versei (Els poemes de Edit Renyi), 1919.
- Versohnung (Expiació).[1]
- Gegen donin Strom (En contra del corrent), 1941.
- Miracle and Faith in Early Buddhism, 1944.
- Pubertätsriten der Mädchen in einer in Umwandlung begriffenen Gesellschaft (Ritus adolescents entre nenes en una societat en flux), 1955.
- Megbékélés, 1979.

Edith tenia una forta afinitat per escriure en els àmbits de l'autobiografia i la ficció. El fet de sentir-se lluny de la seva llengua hongaresa era font de dolor; a més, es trobava amb constants conflictes lingüístics, ja que no era parlant nativa en cap de les llengües dels països on va viure.